# Joe Wright
Joe Wright (ur. 25 sierpnia 1972 w Londynie) − brytyjski reżyser filmowy. 

## Filmografia

### Reżyser
- 1997: Crocodile Snap (krótkometrażówka)
- 1998: The End (krótkometrażówka)
- 2000: Nature Boy (miniserial)
- 2001: Bob & Rose (serial TV)
- 2002: Bodily Harm (miniserial)
- 2003: Karol II – Władza i namiętność (miniserial)
- 2005: Duma i uprzedzenie
- 2007: Pokuta
- 2009: Solista
- 2011: Hanna
- 2012: Anna Karenina
- 2015: Piotruś. Wyprawa do Nibylandii
- 2017: Czas mroku
- 2020: Kobieta w oknie
- 2021: Cyrano